# Lesa
Lesa là một đô thị ở tỉnh Novara ở vùng Piedmont của Ý, tọa lạc cách 110 km về phía đông bắc của Torino và khoảng 45 km về phía bắc của Novara. Tại thời điểm ngày 31 tháng 12 năm 2004, đô thị này có dân số 2.470 người và diện tích là 12,5 km².
Đô thị Lesa có các frazioni (đơn vị trực thuộc, chủ yếu là các làng) Villa Lesa, Solcio, Comnago, và Calogna.
Lesa giáp các đô thị: Belgirate, Brovello-Carpugnino, Ispra, Massino Visconti, Meina, Nebbiuno, Ranco, và Stresa.